# Ломбар, Дени
Дени́ Ломба́р (фр.  Denys Lombard ; 4 февраля 1938, Марсель — 8 января 1998, Париж) — крупнейший французский востоковед, специалист по Дальнему Востоку и Юго-Восточной Азии.

## Краткая биография
Родился в семье известного историка — его отец Морис Ломбар (1904—1965) занимался средневековой историей Средиземноморья. Окончил Лицей Людовика Великого (1955), Практическую школу высших исследований (1963) и Школу восточных языков (ныне Национальный университет восточных языков и культур) (1961—1963). Докторскую диссертацию защитил в Парижском университете (1990). Много путешествовал, побывал в различных странах Азии: Китай (1964—1965), Индонезия (1966—1969) и др. В совершенстве владел китайским, индонезийским, кхмерским и тайским языками. В 1969—1993 гг. являлся директором отдела культурных исследований Высшей школы социальных наук, с 1993 и до своей смерти директором Французской школы Дальнего Востока. В 1973 году принимал активное участие в проведении XXIX Международного конгресса востоковедов, который проходил в Сорбонне . Был одним из основателей французского востоковедческого журнала «Архипелаг» (фр.  Archipel ) (1971) и одним из инициаторов создания Европейского коллоквиума по индонезийским и малайским исследованиям (1979), инициатором проведения французско-советского коллоквиума по проблемам Юго-Восточной Азии и Индокитая (1989, 1991, 1997). Многочисленные работы охватывают проблемы Китая и Юго-Восточной Азии, мореплавания в Азии. Был сторонником теории истории, разработанной Фернаном Броделем.

## Основные труды[5]
- Le Sultanat d’Atjeh au temps d'Iskandar Muda, 1607–1636. Paris: EFEO, 1967 (Рец. Парникель Б.Б. // "Народы Азии и Африки", 1970, № 6. С. 184–185).
- Les Chinois de Jakarta, temples et vie collective. Paris: Maison des Sciences de l’Homme, 1980. (avec Claudine Salmon-Lombard)
- Marchands et hommes d’affaires asiatiques dans l’Océan Indien et la mer de Chine, XIIIe-XXe siècle. Paris: EHESS, 1988 (avec Jean Aubin)
- Le Carrefour Javanais. Essai d’histoire Globale. Paris: EHESS, 1990.
- (Отв. ред.) Rêver l’Asie, Exotisme et Littérature Coloniale aux Indes, en Indochine et en Insulinde. Paris: EHESS, 1993.
- Asia Maritima: Images et Réalité. Wiesbaden: Harrassowitz, 1994.
- Mémoires d’un Voyage aux Indes Orientales par Augustin de Beaulieu. Paris: EFEO et Maisonneuve & Larose, 1996.
- Императорский Китай. Перевод Юлии Крижевской. Москва: АСТ, Астрель, 2004.

## Критика. Оценка творчества
Энциклопедический труд «Яванский перекресток» (1990), написанный Дени Ломбаром, — это действительно непревзойденный шедевр исторического исследования, основанный на исчерпывающих данных и дающий сложный образ нескольких социально-культурных слоев, образующих лицо Нусантары. — .- Любовь Горяева 

## Память
- Общество «Нусантара» посвятило Дени Ломбару XI Европейский коллоквиум по индонезийским и малайским исследованиям, который состоялся в 1999 году в Москве.
- Памяти учёного посвящён сборник Panggung Sejarah (Арена истории). Persembahan kepada Prof. Dr. Denys Lombard. Editor Henri Chamber-Loir, Hasan Muarif Ambary. Jakarta: EFEO, 2011.